# فيسيمبو-أفيسما
فيسيمبو-أفيسما VSMPO-AVISMA هي شركة روسية، وتعد أكبر منتج لفلز التيتانيوم.
يقع مقر الشركة في مدينة فيرخنيايا سالدا، ولها فروع عاملة في أوكرانيا وإنجلترا وسويسرا وألمانيا والولايات المتحدة.
تنتج هذه الشركة بالإضافة إلى التيتانيوم فلزات أخرى مثل الألومنيوم والمغنيسيوم والفولاذ. لهذه الشركة علاقات تجارية مع شركات صناعة اطيران والفضاء مثل بوينغ وإيرباص.